# Ulrich Cimolino
Ulrich Cimolino (geboren am 5. Dezember 1964 in Altötting, Deutschland) ist ein deutscher Sachbuchautor und Branddirektor bei der Feuerwehr Düsseldorf. Seine Sachbücher behandeln hauptsächlich Themen aus dem Bereich Einsatzpraxis der Feuerwehren und der Standard-Einsatz-Regeln. Zudem wirkt er vielfach in Gremien im Bereich des Feuerwehrwesens, wie zum Beispiel verschiedener Arbeitskreise der Arbeitsgemeinschaft der Leiter der Berufsfeuerwehren, mit.

## Leben
Am 5. Dezember 1964 in Altötting in Oberbayern geboren, wuchs Cimolino in Pfarrkirchen auf. Dort trat er 1981 der Freiwilligen Feuerwehr Pfarrkirchen bei. Im Jahre 1985 und 86 absolvierte er seinen Wehrdienst im Gebirgspanzerbataillon 8. Dort wurde er zum Fahrer für den Leopard 1 ausgebildet. Nach dem Wehrdienst begann er 1986 sein Studium der Sicherheitstechnik mit dem Schwerpunkt Brandschutz an der Universität Wuppertal, welches er 1991 erfolgreich beendete. Im direkten Anschluss begann er seine Ausbildung zum Brandreferendar bei der Feuerwehr Düsseldorf, nach der er als Abteilungsleiter Ausbildung (bis 1998), dann von 1997 bis 2018 als Abteilungsleiter Technik und seit 1. Juli 2018 als Stabsstellenleiter für klimawandelbedingten Katastrophenschutz und Wissenschaft eingesetzt wurde.
Von 2011 bis 2012 hatte Cimolino aufgrund einer nicht besetzten Professorenstelle vertretungsweise den Lehrauftrag für das Fach „Abwehrender Brandschutz“ an der Universität Wuppertal des Fachbereiches Sicherheitstechnik inne. 2014 erwarb er an der Universität Wuppertal seinen Doktortitel (Dr. rerum Securitatis).
Cimolino wurde 2017 vom Deutschen Feuerwehrverband mit dem Deutschen Feuerwehr-Ehrenkreuz in silber ausgezeichnet (2018 überreicht).

## Mitgliedschaften
- Er ist Mitglied im Normenausschuss Löschfahrzeuge.
- Er ist seit 2006 Mitglied und seit 2019 Leiter des Arbeitskreises Waldbrand im Deutschen Feuerwehrverband (DFV).
- Er leitet seit 2021 die Expertenkommission Starkregen 2021 der Vereinigung zur Förderung des Deutschen Brandschutzes (vfdb).

## Werke

### Trivia
- Alpenglühen: Überleben im Alpenraum auch für Zugelaufene. Books on Demand, 2014, ISBN 978-3-7386-0060-5.
- Urlaub a´la Griglia: Zum Nachtisch ein flammendes Inferno Amazon, 2018, ISBN 978-1-71785-865-8.

### Buchreihe „Standard-Einsatz-Regeln“ – Auszug
- Der Zug im Einsatz von Löschgeräten. ecomed Sicherheit, 2005, ISBN 3-609-69821-7.
- Einsatz von Löschgeräten. ecomed Sicherheit, 2005, ISBN 3-609-69682-6.
- Kennzeichnung von Führungskräften, Fahrzeugen, Räumen, Wegen. ecomed Sicherheit, 2007, ISBN 978-3-609-69823-6.
- Schornsteinbrände. ecomed Sicherheit, 2009, ISBN 978-3-609-69828-1.
- Einfache Rettung aus Höhen und Tiefen. ecomed Sicherheit, 2011, ISBN 978-3-609-69836-6.
- Wasserrettung. ecomed Sicherheit, 2011, ISBN 978-3-609-69837-3.
- Einsatz bei Photovoltaik, Windenergie- und Biogasanlagen. ecomed Sicherheit, 2012, ISBN 978-3-609-68304-1.
- Technische Hilfeleistung bei Verkehrsunfällen. ecomed Sicherheit, 2012, ISBN 978-3-609-68305-8.
- Absicherung von Einsatzstellen. ecomed Sicherheit, 2013, ISBN 978-3-609-68804-6.
- Wald- und Flächenbrandbekämpfung. ecomed Sicherheit, 2013, ISBN 978-3-609-68803-9.
- Brandbekämpfung im Innenangriff. ecomed Sicherheit, 2014, ISBN 978-3-609-69718-5.
- Elektrischer Strom im Einsatz. ecomed Sicherheit, 2014, ISBN 978-3-609-69719-2.
- Massenanfall von Verletzten / Erkrankten (MANV). ecomed Sicherheit, 2014, ISBN 978-3-609-69798-7.

### Buchreihe „Einsatzpraxis“ – Auszug
- Technische Hilfeleistung bei Busunfällen. ecomed Sicherheit, 2001, ISBN 3-609-68730-4.
- Technische Hilfeleistung bei LKW-Unfällen. ecomed Sicherheit, 2003, ISBN 3-609-68661-8.
- Einsatzfahrzeuge für Feuerwehr und Rettungsdienst (Technik). ecomed Sicherheit, 2005, ISBN 3-609-68665-0.
- Wasserförderung über lange Wegestrecke. ecomed Sicherheit, 2005, ISBN 3-609-68664-2.
- Einsatzfahrzeuge für Feuerwehr und Rettungsdienst (Typen). ecomed Sicherheit, 2006, ISBN 3-609-68667-7.
- Brandbekämpfung mit Wasser und Schaum. ecomed Sicherheit, 2008, ISBN 978-3-609-68740-7.
- Kommunikation im Einsatz. ecomed Sicherheit, 2008, ISBN 978-3-609-68431-4.
- Technische Hilfeleistung bei PKW-Unfällen. ecomed Sicherheit, 2008, ISBN 978-3-609-77492-3.
- Absturzsicherung. ecomed Sicherheit, 2009, ISBN 978-3-609-61159-4.
- Einsatz- und Abschnittsleitung. ecomed Sicherheit, 2009, ISBN 978-3-609-61151-8.
- Atemschutz–Notfallmanagement. ecomed Sicherheit, 2010, ISBN 978-3-609-77484-8.
- Führung in Großschadenslagen. ecomed Sicherheit, 2010, ISBN 978-3-609-77485-5.
- Atemschutz. ecomed Sicherheit, 2011, ISBN 978-3-609-68655-4.
- Taktische Ventilation. ecomed Sicherheit, 2012, ISBN 978-3-609-68426-0.
- Brandbekämpfung im Innenangriff. ecomed Sicherheit, 2013, ISBN 978-3-609-77499-2.
- Persönliche Schutzausrüstung für die Feuerwehr und anderen Hilfsorganisationen. ecomed Sicherheit, 2014, ISBN 978-3-609-68744-5.
- Vegetationsbrandbekämpfung. ecomed Sicherheit, 2015, ISBN 978-3-609-69717-8.
- Versorgung im Einsatz. ecomed Sicherheit, 2015, ISBN 978-3-609-69742-0.